# 단바씨
탄바씨 (丹波氏 ,たんばうじ)는 「丹波」를 씨명으로 하는 씨족이다.
일반적으로 도래계 씨족 중 하나로 여겨지며, 후한 영제의 후예로, 오진 천황 때 귀화한 아치노오미를 시조로 하는 탄바사 출신이라 칭하고, 본성은 사카노우에씨라한다. 탄바노 야스노리대에서 탄바 스쿠네 성을 하사받는다. 탄바일족에는 당상가인 니시키코지가가 있고, 그 외로는 킨보씨 (후의 타키씨)와 세야쿠인씨가 있다. 그러나 탄바사의 후예로 삼는 전승에는 의문이 있다고 한다. (후에 서술함)

## 출신
탄바노 야스노리의 대에서 탄바노 스쿠네 성을 하사받은 것이 가문의 시작이다. 후에 아손 성을 하사받아, 대대로 의박사, 침박사, 전약두 등 의술에 관련된 사람을 많이 내었다.
탄바노 야스노리를 사카노우에직대국의 아들로 하는 문헌이 많지만, 탄바노 야스노리는 서기 10세기 초반, 헤이안 시대 중기 인물이지만, 사카노우에직대국이 서기 8세기 초반, 나라시대 중기 인물로, 약 200년 정도 시간 차이가 나는 등, 그 출처가 매우 의심스럽다.
위와 같이 탄바씨는 일반적으로 도래계 씨족인 동한직의 후예인 탄바사 출신으로 여겨지지만, 가조인 탄바노 야스노리는 탄바국조 (탄바 나오)가 거주했던 아마타군 출신이고, 『대동류취방』에는 아마타군의 아마테라스 타마메이 신사 사가의 탄바 나오토족에 전해지는 호세가약의 기술이 있다. 족보학자인 스즈키 마토시는 탄바씨는 탄바나오코미의 역사에 관련된 신손이라고 적고있다. 또한 탄바노 야스노리의 아버지에 대해서도 명확하게 전해지지 않는 데다가, 탄바씨의 서류(庶流)에는 타키군에 따른 타키씨도 존재해, 이러한 점에서 호가 토시오는 탄바씨의 영제 후손설은 완전한 계보가기로, 실제로는 타니와노쿠니노미야츠코 탄바 나오의 후예라고 보고 있다. 콘도 토시타카 역시, 타니와노쿠니노미야츠코 출신설을 주창하고 있다.

## 인물
| 이름            | 생몰년도                | 품계                 | 내용 |
| --------------- | ----------------------- | -------------------- | --- |
| 탄바노 야스노리 | 912년 ~ 995년           | 종5위상              | 좌위문좌, 탄바스케, 의박사, 침박사, 전약두 |
| 탄바노 시게아키 | 생몰년 미상             | 종4위상 또는 정4위상 | 시종, 탄바권수, 권침박사, 전약두, 좌근의사, 약원, 정5위하, 곡물원별당, 주세두, 대사인두, 효고두, 소부두, 전약두                                            |
| 탄바노 타다아키 | 생몰년 미상             | 종4위하              | 전약두, 권침박사, 의박사, 스쿠네 성 하사, 아손 성 하사 |
| 탄바노 마사타다 | 생몰년 미상             |                      | 승전, 삼위(또는2위), 시종, 탄바마모리, 시약원사, 전약두, 주세두, 금색잡포, 우위문사, 의박사, 권시의, 정4위하, 소부두, 전약두, 주세두, 시약원사, 곡물원별당 |
| 탄바노 타다야스 | 생몰년 미상             | 정4위하              | 비전수, 의박사, 시의, 전약두, 주세두, 곡물원별당, 시약원사                                                                                                 |
| 탄바노 나카아키 | 생몰년 미상             |                      | 야마시로마모리, 이세곤모리 |
| 탄바노 사네야스 | 생몰년 미상             | 종4위하              | 의박사, 여의박사, 시의, 궁녀별당, 곡물원별당, 주세두, 내장두                                                                                               |
| 탄바노 츠네야스 | 생몰년 미상             | 종4위하              | 의박사, 시의, 주세두, 대사인두 |
| 탄바노 마사나가 | 생몰년 미상             | 정5위하              | 시의 |
| 탄바노 시게츠네 | 생몰년 미상             |                      | 비후입도운운 |
| 탄바노 마사야스 | 생몰년 미상             | 정4위하 또는 정4위상 | 침박사, 전약두, 대사인두 |
| 탄바노 시게야스 | 생몰년 미상             | 종4위하              | 의박사, 시의, 도서두, 시약원사 |
| 탄바노 모토야스 | 생몰년 미상             | 종4위상              | 주수정, 전약두, 궁녀별당 |
| 탄바노 시게모토 | 생몰년 미상             |                      | 전약두, 궁녀별당, 시약원사 |
| 탄바노 토모야스 | 생몰년 미상             | 정4위하              | 탄바스케, 전약두, 주세두 |
| 탄바노 노부야스 | 생몰년 미상             | 정5위하              | 권시의 |
| 탄바노 마사츠네 | 생몰년 미상             | 정5위하              | 토사곤모리 |
| 탄바노 마사츠구 | 생몰년 미상             | 종5위상              | 토사곤모리 |
| 탄바노 이에유키 | 생몰년 미상             | 종5위상              | 사콘의사, 대사인스케 |
| 탄바노 노리모토 | 생몰년 미상             | 종4위하              | 시의, 시약원사 |
| 탄바노 요시모토 | 1186년 ~ 1240년 9월 8일 | 정4위상              | 시약원사, 섭가 장군 후지와라노 요리츠네의 주치의 |
| 탄바노 이키모토 | 생몰년 미상             | 종4위상              | 권침박사, 시약원사 |
| 탄바노 나오모토 | 생몰년 미상             | 종4위상              | 권침박사, 아악두 |
| 탄바노 타카모토 | 생몰년 미상             | 종4위상              | 원강수 (오미수?), 전약대윤 |
| 탄바노 아라모토 | 생몰년 미상             |                      | |
| 탄바노 마사나오 | 생몰년 미상             | 종5위상              | 전약권스케 |
| 탄바노 나오노오 | 생몰년 미상             | 정5위하              | |
| 탄바노 치카모토 | 생몰년 미상             | 정5위하              | 전약권스케 |
| 탄바노 타다노리 | 생몰년 미상             | 정5위하 또는 종4위하 | 다이가쿠스케 |
| 탄바노 요리노리 | 생몰년 미상             | 종6위상              | 카몬스케 |
| 탄바노 마사노리 | 생몰년 미상             |                      | |
| 방계            |                         |                      | |
| 탄바노 타메요리 | 생몰년 미상             |                      | 와케 사다나리 아손 문류에 들어감 |
| 탄바노 히데요리 | 생몰년 미상             | 종5위상              | 우위문좌, 우위문의사 |
| 탄바노 타네히데 | 생몰년 미상             |                      | 오이스케 |
| 탄바노 유키히데 | 생몰년 미상             |                      | 카몬스케, 관동(아즈마국)으로 이주함. |
| 탄바노 히데마사 | 생몰년 미상             |                      | 타이젠노스케 |
| 탄바노 키요히데 | 생몰년 미상             | 종5위하              | |
| 탄바노 타메스케 | 생몰년 미상             | 정5위하              | 좌병의사 |
| 탄바노 스케히데 | 생몰년 미상             |                      | |
| 탄바노 치카히데 | 생몰년 미상             |                      | 좌위의사, 조큐 3년 (1221년) 역린. 오키국으로 이사해, 후에 교토에 돌아옴                                                                                    |
| 탄바노 타메히데 | 생몰년 미상             | 종5위하              | 좌병의사 |
| 탄바노 아리히데 | 생몰년 미상             |                      | 대사인스케 |
| 탄바노 마사히데 | 생몰년 미상             | 종5위하              | 쿠라스케 |